# Lida Barrett

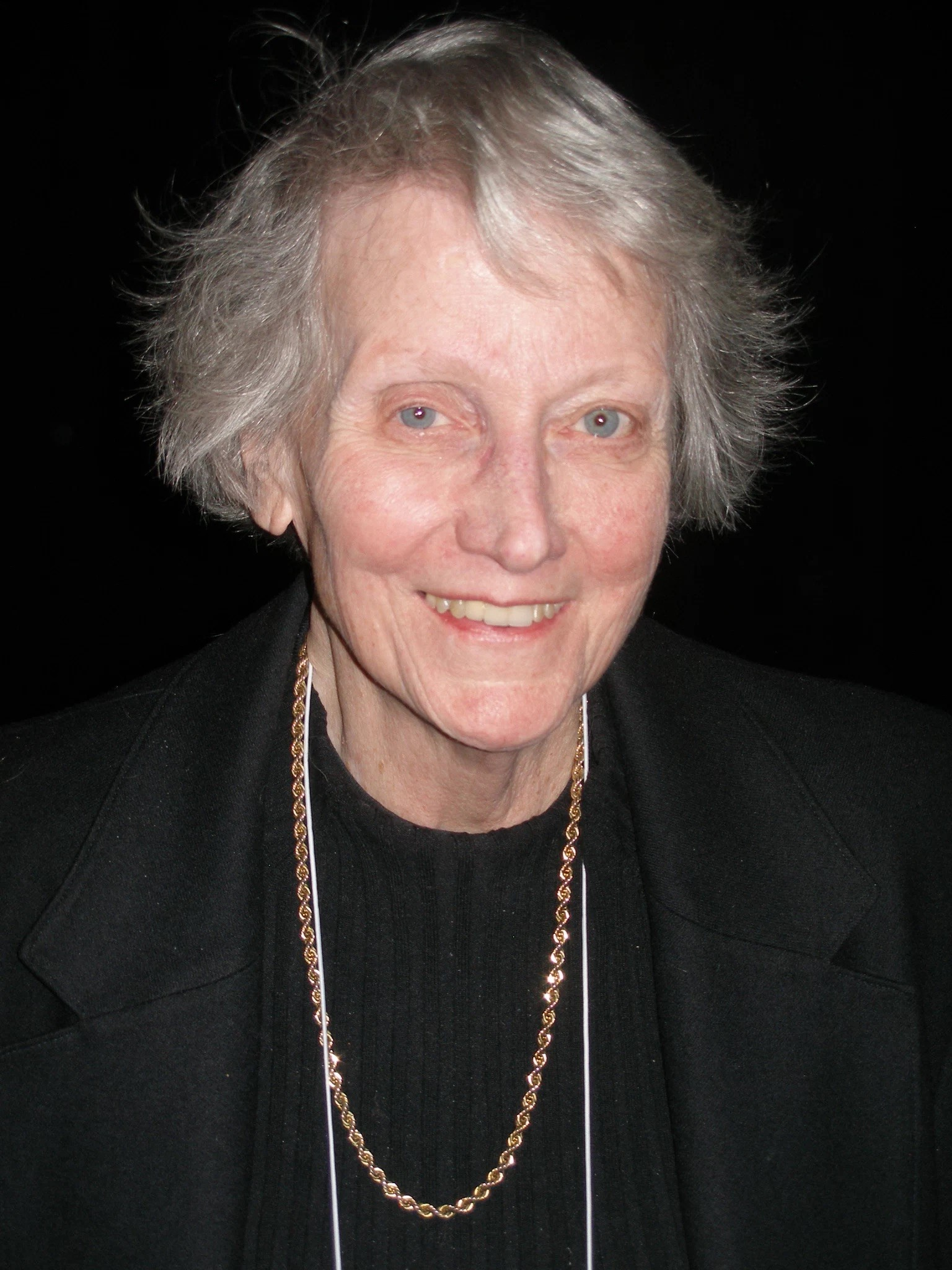
Lida Barrett JMM 2008

Lida Baker Kittrell Barrett (* 21. Mai 1927 in Houston, Texas; † 28. Januar 2021 in Knoxville, Tennessee) war eine US-amerikanische Mathematikerin und Hochschullehrerin. Sie war Professorin und die zweite Präsidentin der Mathematical Association of America.

## Leben und Werk
Lida Barrett studierte zuerst Biologie und dann Mathematik an der Rice University, wo sie 1946 den Bachelor of Arts erwarb. Danach war sie als Mathematikerin bei der Schlumberger Well Surveying Corporation beschäftigt. Das akademische Jahr 1947–1948 unterrichtete sie am Texas State College für Frauen. 1949 erhielt sie den Master of Arts an der Rice University. Im Jahr 1950 heiratete sie den Mathematiker John Barrett. Sie wurde 1954 an der University of Pennsylvania bei John Robert Kline mit der Dissertation Regular Curves and Regular Points of Finite Order promoviert. Nach ihrer Promotion unterrichtete sie ein Jahr an der University of Connecticut, während ihr Mann als Postdoktorand in Yale forschte.
Von 1973 bis 1980 war sie Mitglied der Fakultät für Mathematik an der University of Utah und der University of Tennessee sowie Leiterin der mathematischen Abteilung an der University of Tennessee. Während ihrer Amtszeit als Abteilungsleiterin in Tennessee leitete sie ein unabhängiges mathematisches Beratungsunternehmen und arbeitete am Oak Ridge National Laboratory.
Sie war Administratorin und Mitglied der Fakultät für Mathematik an der Northern Illinois University und Dekanin an der Mississippi State University (MSU). Nach ihrer Pensionierung als Dean Emerita von der MSU war sie drei Jahre lang Senior Associate bei der National Science Foundation und anschließend drei Jahre lang Professorin für Mathematik an der United States Military Academy in West Point.
Von 1979 bis 1982 war sie in der American Mathematical Society unter anderem als Vorsitzende des Ausschusses für Beschäftigungs- und Bildungspolitik aktiv. In der Mathematical Association of America war sie in einer Vielzahl von Ausschüssen und 1989 und 1990 Präsidentin. Als zweite Präsidentin der MAA half sie bei der Initiierung und Verbesserung von MAA-Programmen und Ausschüssen von Minderheiteninteressen. 1996 war sie Mitglied des Planungsausschusses für den Internationalen Kongress für Didaktik der Mathematik in Madrid, Spanien. Sie war Mitglied des Beirats des Harvard Calculus Consortium und des Ausschusses für Mathematikstandards des National Board for Professional Teaching Standards.
2008 verlieh ihr die Mathematical Association of America den Gung und Hu Distinguished Service to Mathematics Award.

## Veröffentlichungen (Auswahl)
- On a question concerning partitioning raised by R. H. Bing. Proceedings of the American Mathematical Society 8, 1957, S. 602–603.
- The structure of decomposable snakelike continua. Duke Math. J. Volume 28, Number 4, 1961, S. 515–522.